# 装置型式指定規則
装置型式指定規則（そうちかたしきしていきそく、平成10年運輸省令第66号）は、1998年に国際連合欧州経済委員会の1958年協定に加盟してECE規則を相互承認を開始するにあたり自動車の装置の型式について細かく定めた国土交通省令である。道路運送車両法に基づいて乗員を保護するために必要な特定装置の型式指定制度の実施細目について定めている。